# Старогръцки епос
Старогръцкият епос е първият от трите литературни рода, възникнали в Древна Гърция. Наричан е още елински или древногръцки. Той е предпоставка за днешния облик на литературата. Формата му е предимно устна, а най-значимите епически произведения са записани векове след създаването си.
Елинският епос се дели на два вида: героически и дидактически. Най-известните старогръцки епически поети са Омир и Хезиод. Чрез техните творби „Илиада“, „Одисея“, „Теогония“ и „Дела и дни“ се разглеждат проблемите на старогръцкия епос и похватите, използвани при създаването му. Значението на древногръцката литература е много голямо, защото тя е пораждаща сила на римската литература и всяка друга след нея, а разграничението на литературните родове, направено тогава, е запазено и до днес.

## Същност
Епосът е първи от трите литературни рода – епос, лирика и драма. Думата епос произлиза от гръцкото ἔπος – разказ, история. Този литературен модел съществува и до днес, въпреки че в някои от жанровете му вече не се твори. В наши дни няма нови епически поеми, но се създават много епически романи. Епосът възниква през IX-VIII в. пр. Н. е. в устната традиция на древните гърци. Старогръцкият епос е наричан още древногръцки или елински.
Елинската култура остава главно устна, въпреки наличието на писменост. Старогръцкият епос е предназначен за изпълнение, а не за усамотено четене. Всяко едно такова произведение изисква събеседник, слушател. Колективността в преживяването на творбата е задължителна, защото тя се изпълнява на площада, в двореца или по време на пир. Древногръцкият епос е насочен към миналото, а не към настоящето или бъдещето, спрямо момента на създаването му. Представят се вече случили се събития, познати на античната аудитория и станали универсални за културата.
Поемите „Илиада“ и „Одисея“ са създадени през VIII в. пр. Н. е., но са записани чак през III в. пр. Н. е. от александрийските филолози. В старогръцкия епос се използват много митологични фабули, защото митовете са основата на епоса, но той се отделя от синкретизма на митологията. В него съществува собствен сюжет, който може да съвпада със сюжета на мита, но и да е новаторски – различен от познатия до момента. Омировият епос се превръща в образцовия вид слово, характерно за цялата Античност.

## Възникване
Античността е образец и отправна точка за всички други епохи. Старогръцката литература няма чисти литературни предшественици, такива са митовете и фолклорът, от които обаче тя се различава. Древногръцката литература е процес, който се развива до самостойност. Авторите не са неизвестни, а конкретно назовани, създават се литературните родове, запазени и до днес, зараждат се литературните жанрове, някои, запазили се и сега, други – съществували само в Античността.
Зараждаща сила на старогръцкия епос е митът. В развитието на мита съществуват три вида митологии: първична, вторична и третична. Първичните митове се предават устно, а тяхна основна тема е създаването на света. Вторичните митове събират традиционните легенди, сказанията, образите и мотивите, характерни за древните гърци. Третичните митове крайно се различават от другите, защото са авторски. Те са създадени от точно определен човек и не винаги са характерни за гръцкия фолклор. Те са записани и рядко се предават само чрез устна форма. Така митът постепенно се превръща в литература – нещо ново и авторско. За разлика от митовете обаче епическите произведения имат свой автор.

## Видове старогръцки епос
Съществуват два вида древногръцки епос, като тази двудялба се запазва през цялата Античност.
| Видове старогръцки епос      | Героически                                                                      | Дидактически                                                                         |
| ---------------------------- | ------------------------------------------------------------------------------- | ------------------------------------------------------------------------------------ |
| Източник:                    | Митове за Троянската война (вторични митове)                                    | Митове за създаването на боговете и света (първични митове)                          |
| Образи:                      | Богове и смъртни герои (Зевс, Атина Палада, Хектор, Ахил, Агамемнон, Одисей)    | Богове и полубожества (Зевс, Хера, Прометей, Пандора)                                |
| Аудитория:                   | Предназначен за военната аристокрация и нейното забавление                      | Предназначен за обикновените древни гърци – земеделци и занаятчии                    |
| Време и място на изпълнение: | По време на високите аристократични празници, където се събира огромна публика  | През делника, възможно е да се изпълняват и пред по-малка публика                    |
| Изпълнение:                  | Само една или няколко части                                                     | Само една или няколко части                                                          |
| Модел на изграждане:         | Следва се моделът на празника                                                   | Следва се моделът на човешкия живот – редуване на делник и празник                   |
| Цел:                         | Да възвеличае героични събития от миналото, спойка за различните гръцки племена | Да представи събития от абсолютното начало на света и да възпита гърците спрямо него |
| Време, което представя:      | Близко минало                                                                   | Абсолютно начало и близко минало                                                     |
| Представители:               | Омир                                                                            | Хезиод                                                                               |

## Автор
Авторът на епическото произведение е назован, понякога той сам разкрива и части от биографията си. От него струи скромност и чувство за незначителност на личността. Съвременните представи за автор се различават коренно от античните. Тогава той е само инструмент за създаване на текста. Неслучайно всяка епическа поема започва с обръщение към Музите и най-често към една от тях – Калиопа. Според древните разбирания тези божества се „вселяват“ в поета и чрез него създават творбата. Произведението се създава съвместно: Музата вдъхва на автора думите, а той е посредникът между божественото и човешкото.
Сам Хезиод разказва как Музите са го дарили с умението да пише и го превръщат от пастир в поет. Докато пасял стадото си в подножието на планината Хеликон, го срещат божествата, които му даряват това умение. Подаръкът на Музите не само дава, но и често взима. Пример за това е най-известният древногръцки поет, който е сляп. Елините притежават самосъзнание за авторство. Доказателство за това е характерното за всеки поет слово и формулите, по които той пише. За тях обаче авторството не е новаторство или представяне на непознати до този момент идеи. Всички сюжети в старогръцкия епос са предварително познати на публиката. Често поетите заемат един от друг не само идеи, но и цели стихове. Тематичната оригиналност на произведението се поражда по-късно.

## Слушатели
Старогръцкият епос е създаден за слушане, а не за усамотено четене. Този процес е бил непознат за елините при представянето на най-известните епически поеми. Древногръцката литература е колективен процес, създадена заради общността, а не заради индивидуалния читател.
Рядко авторът на епоса се обръща към своите слушатели. В своите „Дела и дни“ Хезиод е назовал точно адресатите на словата си – брат му Перс и царете съдии. Тази епическа поема има дидактически характер и звучи по-скоро като публицистика, отколкото като литература. С нея Хезиод се обръща директно към публиката, давайки наставления как е добре да живее.

## Изпълнение
Задачата да представят на публиката епическата поема е на аедите. Те не само възпроизвеждат творбата, но често и я променят, докато импровизират. В Древна Гърция текстовете са наизустявани и в много редки случаи записвани. За някои от елините писмеността кара ума да залинява и да отслабва. След като произведенията са записани, изпълнителите се придържат точно към съдържанието на текста. Изпълнението на една епическа поема не зависи само от това, което е създал поетът, но и от майсторството на аеда – неговото techne. Той не изпълнява цялата творба, а само определени части от нея. Сюжетът, митологическата основа, е познат на публиката, заради това и отделните фрагменти са били възприемани от нея.
Самото изпълнение се състои на голям празник в двореца или на площада. То може да се осъществи с и без музикален съпровод според уменията на аеда. Публиката слуша творбата, но не изпитва чувства към героите и случващото се. Епосът има за цел да представя, а не да въздейства.

## Герои
Героят в епическата поема е представителна извадка за целия народ. Неговите качества и постъпки са характерни за народа, който той представя. Често героят е представен в някакво премеждие за него – война, пътешествие, битка, вземайки важно решение. Перипетиите, които преживява той, са това, което отличава епосът от лириката и драмата. В представите на древните гърци важен е не индивидът, а общността. Заради това и в епическите текстове липсва личността, решенията се вземат спрямо благото на народа. Универсална висша ценност на елинския герой е калокагатията – героят притежава както външна красота, така и доброта.
Героите са еднопластови и не са представени в развитие, защото тяхното минало няма значение за творбата. Те нямат друг живот, освен този в историята – робът живее чрез семейството на господарите си, свинарят се грижи за животните в кочината. В епическите поеми съществуват няколко вида герои: богове и смъртни воини (културни герои). Съществува диалектика, която рязко разграничава боговете от смъртните. Изразява се в това, че боговете притежават активното действие, а смъртните – пасивното понасяне.

### Богове
Боговете са най-застъпените герои в елинския епос. Рядко могат да променят съдбата, отредена им от Мойрите. Те са безсмъртни, могат да действат активно и да променят съдбата на смъртните. Притежават човешки качества и извършват, характерни за хората действия. Различават се физически, а не морално от смъртните. Това заличаване на границата между бог и смъртен започва по времето на епоса, заради което епическите поети често са критикувани..

### Културни герои
Войнът (културният герой) е агонален човек-герой, който се стреми към слава, има войнска чест и предпочита да умре, от колкото да я загуби, стреми се към участване в състезания и надигравания. Този срам от поражение е съвестта на културния герой и се нарича „айдос“. Отличава се от колектива с определено свое качество, но остава негов символ. Преживява определена перипетия – воюва, сражава се със зли сили, пътува. Победата на културния герой над хтоничните сили се свързва с победата на човека над природата. Войнът трябва да спазва определена мяра в културата, да спазва божествените забрани, за да не изпадне в „хюбрис“ – прекомерна дързост, нарушаване на традициите. За наказание боговете му изпращат временно заслепение, лудост или страдание, с което да осъзнае вината си. То се нарича „ате“.

### Смъртни хора
Рядко в епическите текстове се появяват отделни смъртни герои, които не са културни герои. Техният образ не е развит, а описанието им е бегло. Обикновените хора са герои на лириката и драмата, а не на епоса.

## Време в старогръцкия епос
В представите на елините за живота няма нищо случайно. Съдбата на всеки един от тях е предначертана и не може да се промени. Заради това и всеки един от героите на епоса живее за деня. В творбите няма установени времеви рамки, които да обхванат епическите събития и да поставят всяко на мястото му. Разказът е прост и протича еднолинейно – липсва минало или бъдеще, съществува само настояще. За да се представят минали моменти, те трябва да станат настоящи, а това, което е било настояще да изчезне като все още неслучило се. Времето се измерва в дни, но не определени дати, а дни, в които се е случило важно събитие.

## Размер
Размерът, в който са написани старогръцките епоси, е хекзаметър. В оригинал Омировите поеми са изградени на принципа на музикалното ударение и редуване на къси и дълги срички. Българският език няма музикално ударение, заради това и преводът от старогръцки на български е труден и не може да представи Омировия текст с точното му звучене. По този начин в оригинал поемите притежават разнообразни ритмични ефекти, които при превода няма как да бъдат запазени.

## Основни характеристики на старогръцкия епос според У. Хармон и Х. Холман
1. Действието започва в средата на някакво събитие, което по-късно е представено чрез ретроспекция – „Одисея“ започва с решението на Телемах да потърси баща си, а защо него го няма е изяснено по-късно.
2. Сюжетът включва много страни от живота на колектива, описани са всекидневни дейности.
3. Поемата започва с призив към Музата.
4. Поемата започва с изречение, което представя основния конфликт в произведението.
5. Творбата съдържа много постоянни епитети.
6. Творбата съдържа дълги списъци, наречени епически каталози, каквото е например описанието на корабите във втора песен на „Илиада“.
7. Речите на героите са дълги и в официален стил.
8. Произведението представя божествена намеса върху човешките дела. Божествата могат да вдъхнат изключителна сила на героя (menos) или да замъглят съзнанието му, да го объркат (ate). Всичко се случва с някаква определена причина, заради това и всяко състояние на героя се обяснява с намеса на боговете.
9. Героите са представителна извадка за целия народ и характерните за него действия и качества.
10. Често е представено отиването на главния герой в света на мъртвите

## Други отличителни черти на старогръцкия епос
- Представя цялото чрез част от него

В „Илиада“ Омир представя 51 дни от Троянската война, чрез които той представя цялата Троянска война. Въпреки че епосът е най-големият като обем литературен род, той няма как да представи едно събитие в същинската му цялост. Епосът представя най-важните моменти от него, по които се съди за самото събитие.
- Идеален хоризонт

Целостта на поемата е създадена само когато тя бъде записана и се създадат ясни граници. С устното разпространение на дадена творба тя няма завършена цялост и всеки, който изпълнява поемата може да я промени. Идеален хоризонт на поемата е нейната цялост, защото при изпълнение тя не се представя цялата. За древногръцката публика сюжетната цялост на произведението е позната и тя може да възприеме само частите от него, които аедът изпълни. Записването на Омировите поеми е доста по-късно от тяхното създаване и е съпроводено със създаване на критически текстове за тях от александрийските филолози.
- Формулно слово

При създаването на една епическа поема съществува и определено формулно слово. Това са малки групи от думи, употребявани редовно при едни и същи метрически условия в епоса. Съществуват три вида формули:
1. Съчетание от съществително и прилагателно име, което се появява често в епическата поема
2. Изречение, осъществяващо композиционна връзка. При Омир най-често това са редуване на картини от делничния бит с картини от военното време и създаване на епическо сравнение между тях
3. Описание на еднотипни събития. В Омировите поеми това е подготовката на героя за влизане в битка. Доспехите създават целостта на тялото на героя, нямат функцията само да защитават, а и да го направят воин.

- Ритмичност в събитията

Епическият сюжет е последователност, универсален ритъм на събитията. В него ритмично се редуват щастие и нещастие или благополучие-неблагополучие. Така се създава мярата, която е много важна за древните гърци. Нито една от емоциите в епоса не бива да е прекалена, всяко чувство трябва да е спокойно. Заради това и всяко едно действие, благополучно или не, има свое обратно противодействие. Този универсален ритъм може да стане цикличен и да продължи вечно, защото всяко едно щастие изисква последващо нещастие и обратно. Краят на епическата поема не е завършеност на разказа, а стихване на механизма на редуване.
- Ретардация и ретроспекция

Забавянето на действието има за цел да намали напрежението в творбата и представлява включването на много подробности, които фабулата не изисква. Чрез ретроспекцията се представят минали събития като настоящи, защото в епоса съществува само едно настоящо време.
- Закон за хронологическата несъвместимост

Синхронни събития се представят като последователни действия. Това се постига чрез повторението на определен момент, вече представен в произведението. Пример за това е съветът на боговете от I и V песен на „Одисея“.
- Липса на „втори план“

Старогръцкият епос няма скрит смисъл. Всичко в него е изказано: няма тайни, мисли или чувства, които да не са представени. Елинският епос е обект на наблюдение, а не на размишление от публиката.
- Геометризъм

Стремеж към симетрично разполагане на еднакви ситуации около средата на песента. Определени моменти се повтарят симетрично, за да се създаде спокойствие и подреденост в поемата.
- Обективност

Събитието се наблюдава, то не предизвиква никакви емоции в зрителя. Представената картина е безпристрастна, психологията на героите не е важна.
- Традиционност

Обект на епоса са миналите събития, а не настоящи проблеми. В произведенията се представя славното минало, възвеличават се героите.
- Представа за тялото

Липсва дума, която да назовава цялото човешко тяло. В представите на елините тялото на човек е съвкупност от части, а не едно единство. В Омировите поеми само трупът е цяло, живият човек притежава ръце, крака, торс, глава като отделни части. .
- Представа за смъртта

Смъртта е представена чрез натуралистични сцени, които нямат за цел да изплашат и отвратят. Те представят разрушаването на телесната хармония и разкъсването на обвивката на дадена част от тялото.

## Следомиров епос
Омир оставя най-дълбока диря в старогръцкия епос. През VII и VI в. пр. Н. е. се появяват много поеми, съставени в неговия стил и предназначени да образуват едно цяло с „Илиада“ и „Одисея“. Създават се циклични поеми, в които поемите са свързани – едната започва там, където сюжетът на другата е спрял. Поемата „Киприи“ представя хода на действието до началото на „Илиада“. За неин автор се смята Стасин от Кипър. Продължения на Омировата поема са „Етиопида“ и „Разрушаването на Илион“, чието авторство се присъжда на Арктин от Милет. „Малката Илиада“ е друго продължение на Омировата творба. „Одисея“ също има свои циклични поеми. „Телегония“ на Евгамон от Кирена представя живота на сина на Одисей от Кирка – Телегон.
Цикличните поеми коренно се различават от Омировите. Те не притежават завършеност, имат много епизоди, които са свързани само хронологично. Всяка поема завършва така, че друга може да я продължи. Обемът им е по-малък, разказът не е толкова подробен, в него липсва описателността. Създадени са и поеми, обединяващи митове, свързани с определени области в Древна Гърция. Те представят митологичният произход и развитие на областта до недалечното минало.